# Jacobus Christiaan Boogaard
Jacobus Christiaan Boogaard (Haarlem, 23 mei 1904 - Oranienburg, 3 mei 1942) was een Nederlands militair en verzetsman.
Boogaard was de tweede zoon van Jan Pieter Boogaard (1862-1912) en Henrica Wilhelmina Maria Kruys (1865).
Boogaard was kapitein-vlieger toen de Tweede Wereldoorlog uitbrak. Begin 1940 was hij bij de IVe Groep van de Strategische Verkennings Afdeling op Vliegbasis Gilze-Rijen waar kapitein-vlieger A.W. de Ruyter van Steveninck commandant was. Van 9-22 april 1940 waren ze overgeplaatst naar het vliegpark Haamstede in het kader van een oefening. Tijdens de meidagen van 1940 was hij dus terug op Gilze-Rijen waar de Duitsers om op 10 mei O4:10 uur begonnen met bombardementen met twaalf vliegtuigen. Na 2,5 uur was het afgelopen. De militairen hadden het overleefd dankzij de vele loopgraven. Boogaard werd daarna belast met de leiding van het overvliegen van de nog beschikbare vliegtuigen naar vliegveld Haamstede, vanwaar de IVde groep bombardementen op vliegveld Waalhaven moest gaan uitvoeren. Nadat die ochtend ook vliegveld Haamstede werd gebombardeerd, stegen twee Fokkers op, de 606 en de 614. Beiden werden neergeschoten voordat ze hun bommen hadden afgeworpen. De bemanning van de 614, vlieger Klaas Zwarthoed en waarnemer Willem Meukens, kon zich redden. Ze gingen het verzet in.
Na de demobilisatie probeerde Boogaard tweemaal met een bootje naar Engeland over te steken; toen dat niet lukte, nam hij ontslag uit het leger en dook hij het verzet in. Hij woonde in Zeist en kwam bij de Ordedienst. Nadat hij op 27 maart 1941 was gearresteerd werd hij naar het Oranjehotel gebracht. Later werd hij overgeplaatst naar Oranienburg, waar hij met 73 anderen op 3 mei 1942 werd gefusilleerd.

## Trivia
- In Zeist is een korte straat naar hem vernoemd: de Jacobus C. Boogaardlaan. Er staat slechts één rij huizen.